# زينب توتشا بايات
زينب توتشا بايات هي ممثلة تركية ولدت في 8 فبراير 1990.

## روابط خارجية
زينب توتشا بايات على موقع IMDb (الإنجليزية)
- زينب توتشا بايات على موقع كينوبويسك (الروسية)